# Wisławie
Wisławie [pronunciación en polaco: /viˈswavjɛ/] (en alemán: Schönhof ) es un pueblo ubicado en el distrito administrativo de Gmina Maszewo, dentro del condado de Goleniów, Voivodato de Pomerania Occidental, en el noroeste de Polonia. Se encuentra a unos 4 kilómetros al norte de Maszewo, a 17 kilómetros al este de Goleniów, y a 34 kilómetros al este de la capital regional Szczecin.